# 서울청담초등학교
서울청담초등학교(서울淸潭初等學校)는 대한민국 서울특별시 강남구 청담동에 있는 공립 초등학교이다.

## 학교 연혁
- 1980년 4월 4일 서울청담국민학교 개교(29학급, 1967명)
- 1996년 3월 1일 서울청담초등학교로 개칭
- 2009년 3월 1일 제11대 김한규 교장 부임, 30학급 편성
- 2010년 12월 24일 개교 30주년 기념 <청담 친구들의 꿈> 학교 문집 발행
- 2013년 3월 1일 김영미 교장 부임
- 2016년 2월 12일 제35회 졸업식
- 2016년 9월 1일 제13대 변창환 교장 부임, 25학급 편성
- 2017년 2월 16일 제36회 졸업식
- 2023년 1월 6일 제42회 졸업식(졸업생 101명, 누계: 13,415명)

## 참고 자료
- 서울청담초등학교 - 한국교육학술정보원 학교알리미